# Srednjeameriški vulkanski lok
Srednjeameriški vulkanski lok (pogosto okrajšava CAVA) je veriga vulkanov, ki se razteza vzporedno s pacifiško obalo Srednjeameriške ožine od Mehike do Paname. Ta vulkanski lok, ki je dolg 1100 kilometrov, je sestavljen iz aktivnega subdukcijskega območja, kjer se Kokosova plošča pogreza pod Karibsko ploščo. Regija je bila vulkansko in geološko aktivna vsaj zadnjih nekaj milijonov let. Številni vulkani so razširjeni po različnih državah Srednje Amerike; mnogi so bili aktivni v geološki preteklosti, nekateri bolj kot drugi.

## Tektonska zgodovina
Kokosova tektonska plošča leži vzdolž zahodnega roba Srednje Amerike. Zahodni rob delimo na dve območji. Ti območji sta grobo razmejeni s kostariško-nikaragovsko mejo in jih je mogoče razlikovati glede na različno tektonsko zgodovino posameznega območja. Južni del je del magmatskega loka, medtem ko je severni povezan z več aktivnimi tektonskimi stiki. Znotraj vsakega območja obstajajo tudi različne vrste prelomov, ki nadalje služijo za razlikovanje med severnimi in južnimi geološkimi zgodovinami.
Ta interakcija Karibske in Kokosove tektonske plošče lahko dodatno pojasni vulkanizem in geološko zgodovino regije. Medtem ko je starejša literatura pokazala širok razpon starosti subdukcije Kokosove plošče, se zdaj domneva, da se je ta subdukcija začela med dvema in tremi milijoni let v preteklosti (med 2 Ma in 3 Ma), čeprav je bilo območje geološko aktivno že od vsaj 12 Ma, kar dokazujejo premiki plošč in meja plošč, pa tudi akrecijski klini na tem območju. Med 12 in 5 Ma naj bi vulkanizem na tem območju začasno prenehal.
Poleg tega se domneva, da subdukcija Kokosove tektonske plošče sama ni povzročila nekaterih vulkanskih sprememb v Srednjeameriškemu vulkanskemu loku; medtem ko je podrivanje grebena Kokos stalen dogodek, ki je vplival na vulkanizem v Srednji Ameriki, se domneva, da je podrivanje grebena Coiba – mikroplošče v regiji – dogodek, ki je sprožil vulkanske dejavnosti v geološki preteklosti. Skratka, medsebojno delovanje številnih tektonskih plošč – Kokosove, Karibske, Severnoameriške in plošče Coiba – je v zadnjih nekaj milijonih letih povzročilo nadaljnji obstoj Srednjeameriškega vulkanskega loka, ki vpliva na tektonsko in pestro geološko zgodovino območja.

## Sodobni regionalni pregled
Srednjeameriški vulkanski lok sestavlja na stotine vulkanskih formacij, vključno s stratovulkani, kompozitni vulkani, kalderami in kupolami lave. Z vidika usedanja so padanje pepela, tokovi pepela in usedline tefre razširjeni po vsej regiji. Datiranje z izotopom ogljika in argona je bilo uporabljeno za datiranje v kvartar in domneva se, da je bilo več teh vulkanov občasno aktivnih večji del zadnjih 200.000 let.
Nekateri vulkani na tem območju so v nedavni preteklosti celo povzročili velike eksplozivne izbruhe, vključno z izbruhom vulkana Santa Maria v Gvatemali 25. oktobra 1902. Ta plinski izbruh je izbruhnil več kot dvajset kubičnih kilometrov pepela skoraj trideset kilometrov v nebo. Velik del tega pepela je bil drobnozrnat, v povprečju manj kot 2 milimetra.
Podobno je Cerro Negro, 250 metrov visok vulkan na severozahodu Nikaragve, bruhal v letih 1971, 1992 in 1995. Zadnja dva izbruha, ki sta se zgodila v 1990-ih, sta imela podobno magmatsko sestavo, oba sta bila v veliki meri bazaltna. Ker pa sta bili vsebnosti vode in ogljikovega dioksida v vsakem izbruhu različni – pri prejšnjem izbruhu je bila višja raven ogljikovega dioksida in vodne pare, poznejši izbruh pa je izpustil veliko plina – so se pojavili izrazito različni slogi izbruha, izbruh Cerra Negra leta 1992 je bil veliko bolj eksploziven kot izbruh leta 1995.
Drugi vulkani v Srednji Ameriki so salvadorski vulkani Santa Ana, Izalco in San Salvador, nikaragovski vulkan Masaya ter kostariški vulkani Miravalles, Irazú in Poás. Mnogi ostajajo občasno aktivni do danes in bodo verjetno še naprej aktivni v prihodnosti, saj geološki in tektonski procesi še naprej oblikujejo regijo.
- Grafični prikaz subdukcijske cone
- Vulkansko gorovje Sierra Madre